# Caja recopilatoria

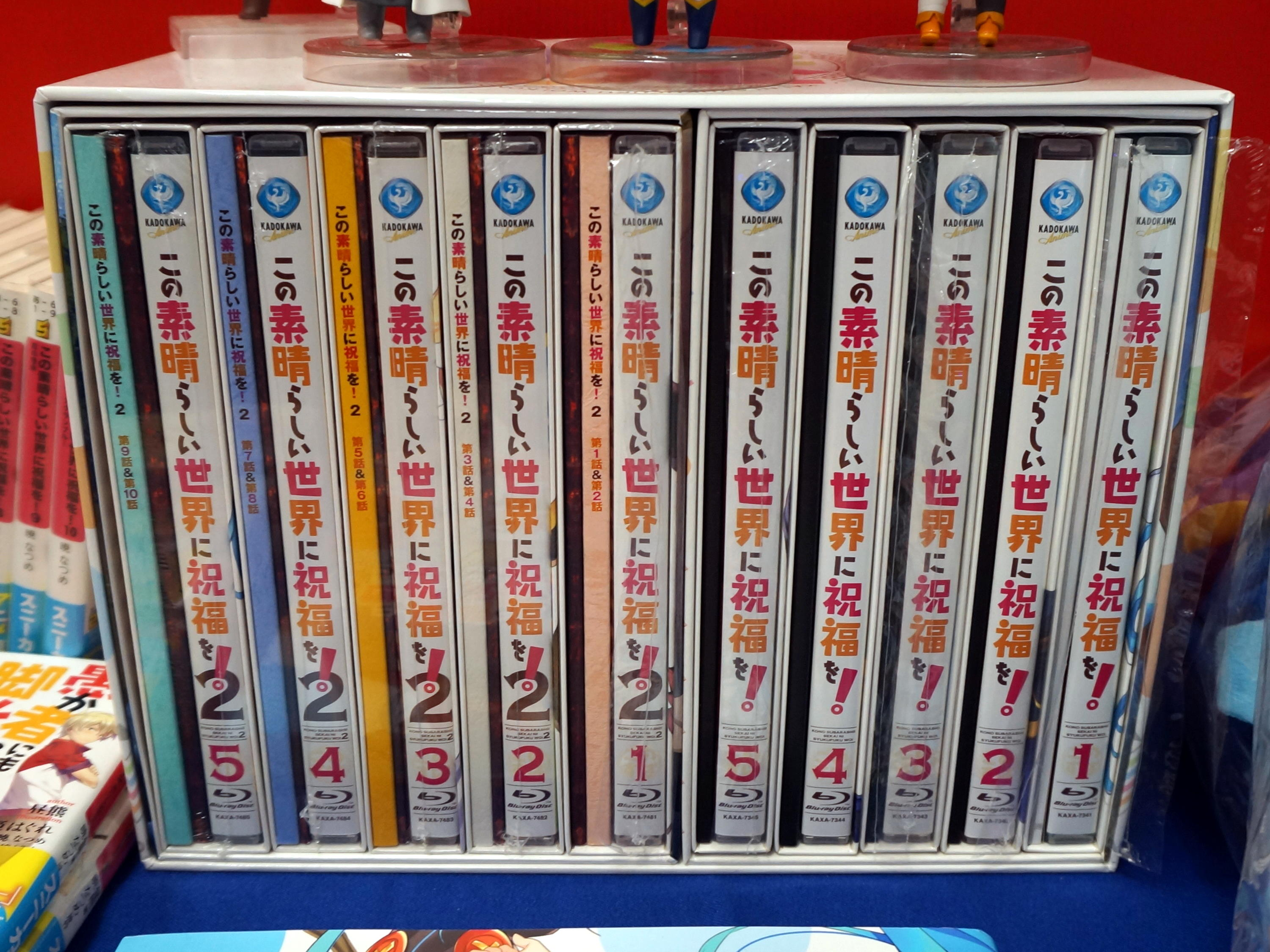
Una caja de la serie de televisión de anime japonesa KonoSuba! en Blu-ray.

Una caja recopilatoria (también llamada cofre o por el anglicismo box set) es una caja que contiene una o varias grabaciones musicales, películas, programas de televisión o cualquier otro tipo de colección. Normalmente dicha caja viene publicada en edición de lujo.
Las cajas recopilatorias generalmente ofrecen un número determinado de artículos, vendidos de una sola vez en forma de colección que, de otra manera, normalmente tendrían que ser comprados por separado.

## De música, VHS, DVD y libros
En el caso de la música, las cajas recopilatorias por lo general son arregladas en 3 o más discos, cubriendo una amplia gama de la música de un artista dado o género específico. Los cantantes y grupos con una carrera sumamente larga y exitosa, a menudo tienen también las colecciones de antología o "esenciales" de su música publicada como cajas recopilatorias; estas cajas recopilatorias a menudo vienen incluyendo temas inéditos nunca antes publicados. Algunas cajas recopilatorias de música se enfocan en una compilación de artistas diferentes de un género particular, como por ejemplo Rock & Roll de los años 1960 u Ópera entre otros; en estos casos, generalmente se destacan una colección grande de varios éxitos de algunos de los artistas más importantes o de un género en particular.
Los filmes, la televisión, y otros programas de vídeo en DVD Y VHS a veces son publicados como cajas recopilatorias. Alguna de estas cajas podría incluir una temporada entera o varias de un programa de TV popular, una colección de películas por un director conocido o un actor/actriz, o una colección de las películas de un género particular, como por ejemplo terror, ciencia ficción, etc. En cambio, otros criterios para cajas recopilatorias de DVD han incluido todas las películas de una serie como por ejemplo la de Star Wars o el Señor de los Anillos, y una selección de las adaptaciones de un autor particular como Stephen King o Jane Austen.
Los autores conocidos que han escrito varios libros relacionados y cuyo trabajo es considerado históricamente importante pueden tener algunos de sus trabajos vendidos como cajas recopilatorias, por ejemplo, se pueden comprar las cajas recopilatorias de libros de Shakespeare o la colección de novelas de J. R. R. Tolkien, entre otras.

## Otros
Puede contener las colecciones de otros artículos varios, algunos ejemplos incluyen cajas recopilatorias de instrumentos de carpintería básicos, de utensilios de cocina para una barbacoa y hasta de variedades de té de hojas sueltas.